# Революционна ситуация
Революционната ситуация е понятие, формулирано от Ленин в негова статия от 1915 г. за рухването на Втория интернационал.
В нея бъдещият вожд на Октомврийската революция излага вижданията си за обективните и субективните предпоставки, съществуващи в обществото, които обуславят избухването на революция.
Ленин извежда 3 основни обективни признака, характеризиращи революционната ситуация:
- невъзможност на управляващата класа да запази в неизменен вид своето господство, т.е. това е ситуация, при която управляващата класа не може, а потиснатите класи не искат, да живеят постарому;
- рязко изостряне на всички обичайни нужди и бедствия на угнетените (потиснатите) класи;
- значително повишаване активността на масите и тяхната готовност за самостоятелно революционно творчество.

Като субективно условие за създаване на революционна ситуация е способността на революционизираната класа към достатъчно силно масово действие, което да сломи старото правителство.